# バート・ベル
デ・ベンネヴィル・ベル（De Benneville "Bert" Bell、1895年2月25日 - 1959年10月11日）は、アメリカ合衆国ペンシルベニア州フィラデルフィア出身のアメリカンフットボール元コーチ、元NFLコミッショナー。NFLのフィラデルフィア・イーグルスを創設し、オーナー、ヘッドコーチを務めた。その後、ピッツバーグ・スティーラーズでも共同オーナーを務めた。1946年にNFLコミッショナーに就任し、NFL全体の人気上昇に貢献した。コミッショナー在任途中に亡くなり、死後プロフットボール殿堂に推薦された。

## 経歴
ペンシルベニア大学時代は、クォーターバックとしてチームを率い、1917年のローズボウルに出場した。第一次世界大戦中にアメリカ陸軍に徴兵され、野外病院ユニットに着任した。1918年5月にフランスに派遣された後、軍での任務の成果により、ジョン・パーシングから先任曹長の命を受け取った。戦争が終わると大学に戻り、ペンシルベニア大学フットボールチーム（クエーカーズ）のアシスタントコーチに就任した。世界恐慌の間、テンプル大学のアシスタントコーチを務め、1933年にラッド・レイと共にフランクフォード・イエロージャケッツのフランチャイズ権を譲り受ける形でフィラデルフィア・イーグルスを創設し、オーナーとなった。1936年からはレイに代わり、ベルがヘッドコーチを務めている。
イーグルスのオーナーに就任後、ベルは他のチームのオーナーと協力し、弱いチームに良い選手を割り当てる機会を与えるため、ドラフト会議の開催を提案した。その結果、1936年に現在まで続くNFLドラフトが開催された。その後、イーグルスは財政的に苦難を強いられ、1940年にベルはチームを売却した。その後、ピッツバーグ・スティーラーズの株式を購入し、共同オーナーに就任。まもなくヘッドコーチとなったが、開幕2試合で連敗しアルド・ドネリに交代となった。第二次世界大戦中、ベルは戦争が終結するまで作戦を中断しようとしていたNFLに対して反対の姿勢を見せた。
戦後、第4代NFLコミッショナーに選出され、スティーラーズの所有権を売却した。コミッショナーとして、積極的なギャンブル防止政策を実施し、オール・アメリカ・フットボール・カンファレンス（AAFC）との合併を交渉し、シーズン後半に向かうにつれ、効果を高めることに重点を置いたスケジュール作成をおこなった。また、テレビ黄金期と言われた時代において、マスメディアへのアピールを強化するために試合のルールを調整し、またチケットの売り上げを確保するため、主催試合のローカル放送をブラックアウトするポリシーを実施した。各チームのオーナーからの批判と米国議会からの圧力の下で、ベルはNFL選手会（NFLPA）の立上げを承認し、選手のための年金制度を確立した。
1958年、試合におけるタイムアウトの時間を60秒から90秒に変更した。このシーズンのチャンピオンシップゲームのボルチモア・コルツ対ニューヨーク・ジャイアンツ戦（旧ヤンキー・スタジアム）では、初となるオーバータイムでの決着となり、23-17でコルツが勝利した。この試合は後に「史上最高の試合」（The Greatest Game Ever Played）と称され、ベルの功績がフットボールの振興に一躍買ったとみなされるひとつの起因となった。
1959年10月11日、フランクリン・フィールドで行われたイーグルス対スティーラーズの試合（28-24でイーグルスの勝利）の試合の観戦中に心臓発作を起こし、近くのペンシルベニア大学病院に緊急搬送され、その日の夜に亡くなった。
死後、ベルの功績を称え、プロフットボール殿堂、ペンシルベニア大学スポーツ殿堂、フィラデルフィアスポーツ殿堂、ハバフォード・アスリート殿堂など様々な殿堂に推薦された。 ベル自身が1937年に設立したマクスウェル・フットボールクラブは、1959年以降、その年の最高のNFLプレーヤーにバート・ベル賞を授与している。1960年から1969年まで、NFLはプレーオフの1試合をバートベル・ベネフィット・ボウルと題し、第3の開催地としてマイアミ・オレンジボウルで開催していた。